# Beutelschmidt a Růžička
Beutelschmidt a Růžička war ein tschechoslowakischer Hersteller von Automobilen.

## Unternehmensgeschichte
Die Ingenieure František Beutelschmidt und Růžička gründeten 1923 das Unternehmen in Prag zur Produktion von Automobilen. An der Produktion war auch das Unternehmen von Karel Krčil beteiligt. Der Markenname lautete Isis. 1928 endete die Produktion nach etwa 20 hergestellten Exemplaren.

## Fahrzeuge
Das erste Modell wurde lediglich 3 Monate lang hergestellt. Für den Antrieb sorgte ein Zweizylinder-Zweitaktmotor der Motorenfabrik Paul Baer. Der Motor leistete 16 PS aus 770 cm³ Hubraum. Der Vergaser stammte von Solex und die Zündung von Bosch. Das Getriebe verfügte über vier Gänge. Die Höchstgeschwindigkeit des offenen Zweisitzers war mit 70 km/h angegeben.
Danach folgte ein Modell mit einem Vierzylindermotor von Chapuis-Dornier. Der Motor mit OHV-Ventilsteuerung und abnehmbaren Zylinderkopf verfügte über 1093 cm³ Hubraum und 19 PS Leistung. Die Höchstgeschwindigkeit war mit 90 km/h angegeben. Der Neupreis betrug 56.000 Tschechoslowakische Kronen.
Das leistungsstärkste Modell war ebenfalls mit einem Vierzylindermotor von Chapuis-Dornier ausgestattet. Der Motor leistete 30 PS aus 1481 cm³ Hubraum. Das Fahrzeug verfügte über Vierradbremsen. Die Höchstgeschwindigkeit war mit 105 km/h angegeben.